# Lijst van Nederlandse records atletiek
In dit artikel de Nederlandse records van de atletieksport.

## Outdoor

### Springen
| Onderdeel            | Record               | Persoon           | Datum            | Plaats    |
| -------------------- | -------------------- | ----------------- | ---------------- | --------- |
| Mannen               |                      |                   |                  |           |
| Hoogspringen         | 2,30 m               | Wilbert Pennings  | 7 augustus 1999  | Eberstadt |
| Polsstokhoogspringen | 5,92 m               | Menno Vloon       | 1 september 2024 | Berlijn   |
| Verspringen          | 8,29 m               | Ignisious Gaisah  | 16 augustus 2013 | Moskou    |
| Hink-stap-springen   | 16,65 m              | Fabian Florant    | 1 juni 2009      | Wezel     |
| Vrouwen              |                      |                   |                  |           |
| Hoogspringen         | 1,95 m               | Britt Weerman     | 16 juli 2022     | Ninove    |
| Polsstokhoogspringen | 4,55 m               | Femke Pluim       | 1 augustus 2015  | Amsterdam |
| Verspringen          | 6,91 m               | Pauline Hondema   | 12 juli 2025     | Kortrijk  |
| Hink-stap-springen   | 13,51 m (−0.4 m/s)   | Brenda Baar       | 18 juni 2011     | İzmir     |
| Hink-stap-springen   | 13,51 m (+1.9 m/s) * | Kellynsia Leerdam | 2 augustus 2025  | Hengelo   |

* Moet nog worden goedgekeurd door de Atletiekunie.

### Werpen
| Onderdeel      | Record  | Persoon              | Datum         | Plaats      |
| -------------- | ------- | -------------------- | ------------- | ----------- |
| Mannen         |         |                      |               |             |
| Kogelstoten    | 21,62 m | Rutger Smith         | 10 juni 2006  | Leiden      |
| Discuswerpen   | 69,65 m | Shaquille Emanuelson | 17 april 2025 | Ramona      |
| Kogelslingeren | 79,09 m | Denzel Comenentia    | 17 mei 2024   | Los Angeles |
| Speerwerpen    | 80,70 m | Thomas van Ophem     | 7 juni 2017   | Castricum   |
| Vrouwen        |         |                      |               |             |
| Kogelstoten    | 20,47 m | Jessica Schilder     | 26 april 2025 | Xiamen      |
| Discuswerpen   | 70,22 m | Jorinde van Klinken  | 22 mei 2021   | Tucson      |
| Kogelslingeren | 65,79 m | Debby van der Schilt | 22 mei 2004   | Halle       |
| Speerwerpen    | 60,92 m | Lisanne Schol        | 8 juni 2019   | Leiden      |
| Oude Speer     | 61,98 m | Ingrid Lammertsma    | 11 juni 1989  | Rotterdam   |

### Horden
| Onderdeel      | Record    | Persoon       | Datum            | Plaats            |
| -------------- | --------- | ------------- | ---------------- | ----------------- |
| Mannen         |           |               |                  |                   |
| 110 m horden   | 13,15     | Robin Korving | 2 juli 1999      | Lausanne          |
| 400 m horden   | 48,36     | Nick Smidt    | 2 juli 2023      | La Chaux-de-Fonds |
| 3000 m steeple | 8.04,95   | Simon Vroemen | 26 augustus 2005 | Brussel           |
| Vrouwen        |           |               |                  |                   |
| 100 m horden   | 12,28 *   | Nadine Visser | 16 augustus 2025 | Chorzów           |
| 400 m horden   | 50,95     | Femke Bol     | 14 juli 2024     | La Chaux-de-Fonds |
| 3000 m steeple | 9.25,53 * | Veerle Bakker | 9 augustus 2025  | Oordegem          |

* Moet nog worden goedgekeurd door de Atletiekunie.

### Sprint / middellange afstand
| Onderdeel                                     | Record   | Persoon                                                                                 | Datum             | Plaats     |
| --------------------------------------------- | -------- | --------------------------------------------------------------------------------------- | ----------------- | ---------- |
| Mannen                                        |          |                                                                                         |                   |            |
| 100 m                                         | 9,91     | Churandy Martina                                                                        | 5 augustus 2012   | Londen     |
| 200 m                                         | 19,81    | Churandy Martina                                                                        | 25 augustus 2016  | Lausanne   |
| 400 m                                         | 44,48    | Liemarvin Bonevacia                                                                     | 21 augustus 2021  | Bern       |
| 800 m                                         | 1.43,45  | Bram Som                                                                                | 18 augustus 2006  | Zürich     |
| 1000 m                                        | 2.14,37  | Niels Laros                                                                             | 7 juli 2024       | Hengelo    |
| 1500 m                                        | 3.29,23  | Stefan Nillessen                                                                        | 20 juni 2025      | Parijs     |
| 1 Engelse mijl (1609m)                        | 3.45,94  | Niels Laros                                                                             | 5 juli 2025       | Eugene     |
| 2000 m                                        | 4.49,68  | Niels Laros                                                                             | 8 september 2023  | Brussel    |
| 3000 m                                        | 7.34,47  | Mike Foppen                                                                             | 25 augustus 2024  | Chorzów    |
| 4 × 100 m estafette                           | 37,87    | Nederlandse ploeg: Nsikak Ekpo Taymir Burnet Xavi Mo-Ajok Elvis Afrifa                  | 28 juni 2025      | Madrid     |
| 4 × 100 m estafette (clubs)                   | 38,37    | Rotterdam Atletiek: Brian Mariano Churandy Martina Liemarvin Bonevacia Hensley Paulina  | 18 augustus 2013  | Moskou     |
| 4 × 200 m estafette                           | 1.23,61  | Nederlandse ploeg: Hans Veurink Paul Franklin Frank Perri Regillio van der Vloot        | 31 mei 1993       | Hilversum  |
| 4 × 200 m estafette (clubs)                   | 1.25,29  | AV Haarlem: Jan Willem van der Wal Nilo Emerenciana Mike Bienfait Mario Westbroek       | 23 mei 1982       | Zwolle     |
| 4 × 400 m estafette                           | 2.57,18  | Nederlandse ploeg: Liemarvin Bonevacia Terrence Agard Tony van Diepen Ramsey Angela     | 7 augustus 2021   | Tokio      |
| 4 × 400 m estafette (clubs)                   | 3.08,97  | AAC Amsterdam: Dave Elderenbosch Oscar Terol Eelco Wapstra Arjen Visserman              | 10 juli 1988      | Den Haag   |
| 4 × 800 m estafette (clubs)                   | 7.18,84  | Atletico'73 Gendringen: Joeri Voltman Gert-Jan Liefers Arnoud Okken Bram Som            | 23 september 2001 | Amstelveen |
| 4 × 1500 m estafette                          | 15.08,90 | Nederlandse ploeg: Simon Vroemen Berthold Berger Léon Haan Han Kulker                   | 5 juni 1992       | Sheffield  |
| 4 × 1500 m estafette (clubs)                  | 15.12,00 | W.A.V. Tartlétos: Frank Wiegman Henk Gommer Simon Vroemen Casper Vroemen                | 2 juni 1991       | Dordrecht  |
| Zweedse estafette (clubs) (400-300-200-100 m) | 1.52,82  | Rotterdam Atletiek: Rikkert van Rhee Daniël de Wild Michael Mathew Patrick van Luijk    | 18 september 2005 | Amstelveen |
| Vrouwen                                       |          |                                                                                         |                   |            |
| 100 m                                         | 10,81    | Dafne Schippers                                                                         | 24 augustus 2015  | Peking     |
| 200 m                                         | 21,63    | Dafne Schippers                                                                         | 28 augustus 2015  | Peking     |
| 400 m                                         | 49,44    | Femke Bol                                                                               | 17 augustus 2022  | München    |
| 800 m                                         | 1.55,54  | Ellen van Langen                                                                        | 3 augustus 1992   | Barcelona  |
| 1000 m                                        | 2.34,68  | Sifan Hassan                                                                            | 24 mei 2015       | Hengelo    |
| 1500 m                                        | 3.51,95  | Sifan Hassan                                                                            | 5 oktober 2019    | Doha       |
| 1 Engelse mijl                                | 4.12,33  | Sifan Hassan                                                                            | 12 juli 2019      | Monaco     |
| 2000 m                                        | 5.38,37  | Susan Kuijken                                                                           | 31 augustus 2013  | Amsterdam  |
| 3000 m                                        | 8.18,49  | Sifan Hassan                                                                            | 30 juni 2019      | Stanford   |
| 4 × 100 m estafette                           | 42,02    | Nederlandse ploeg: Nadine Visser Lieke Klaver Minke Bisschops Marije van Hunenstijn     | 28 juni 2025      | Madrid     |
| 4 × 100 m estafette (clubs)                   | 44,44    | Phanos Amsterdam: Madiea Ghafoor Kadene Vassell Janice Babel Jamile Samuel              | 20 mei 2012       | Assen      |
| 4 × 200 m estafette                           | 1.34,8   | Nederlandse ploeg: Mieke Sterk Corrie Bakker Truus Hennipman Hilly Gankema              | 24 augustus 1968  | Londen     |
| 4 × 200 m estafette (clubs)                   | 1.36,8   | Sparta Den Haag: Lilian van der Ham Martha Derby Conny Vermazen Tilly Jacobs            | 6 oktober 1979    | Leiden     |
| 4 × 400 m estafette                           | 3.19,50  | Nederlandse ploeg: Lieke Klaver Cathelijn Peeters Lisanne de Witte Femke Bol            | 10 augustus 2024  | Parijs     |
| 4 × 400 m estafette (clubs)                   | 3.41,4   | Olympia'48 (Haag Atletiek): Truus van Amstel Elly Henzen Liliane Mandema Monique Jansen | 6 september 1978  | Den Haag   |
| 4 × 800 m estafette                           | 8.29,70  | Nederlandse ploeg: Grete Koens Laura Bosman Stella Jongmans Krista Aukema               | 5 juni 1992       | Sheffield  |
| 4 × 800 m estafette (clubs)                   | 8.45,20  | ADA Amsterdam: Margriet de Graaf Desirée de Leeuw Maike Persoons Olga Commandeur        | 16 september 1984 | Roosendaal |
| Zweedse estafette (400-300-200-100 m)         | 2.10,44  | Phanos Amsterdam: Marjolein de Jong Martje Hoekmeijer Angelique Smit Wendy Visser       | 19 september 2004 | Amstelveen |
| Gemengd                                       |          |                                                                                         |                   |            |
| 4 × 400 m estafette                           | 3.07,43  | Eugene Omalla Lieke Klaver Isaya Klein Ikkink Femke Bol                                 | 3 augustus 2024   | Parijs     |

### Lange afstand
| Onderdeel                  | Record    | Persoon | Datum                         | Plaats              |
| -------------------------- | --------- | --- | ----------------------------- | ------------------- |
| Mannen                     |           | |                               |                     |
| 1 Eng. mijl (weg)          | 3.58,8    | Jesse Fokkenrood | 1 september 2024              | Düsseldorf          |
| 5000 m                     | 13.02,43  | Mike Foppen | 15 juni 2025                  | Stockholm           |
| 10.000 m                   | 27.26,29  | Kamiel Maase | 30 augustus 2002              | Brussel             |
| 20.000 m                   | 57.24,2   | Jos Hermens | 1 mei 1976                    | Arnhem              |
| 25.000 m                   | 1:18.53,1 | Cor Vriend | 22 augustus 1981              | Veldhoven           |
| 30.000 m                   | 1:34.36,4 | Cor Vriend | 22 augustus 1981              | Veldhoven           |
| 1 uur                      | 20.944 m  | Jos Hermens | 1 mei 1976                    | Arnhem              |
| 5 km                       | 13.26     | Niels Laros Mike Foppen *                                                                                               | 11 februari 2024 5 april 2025 | Monaco Nijmegen     |
| 10 km                      | 27.45     | Filmon Tesfu | 12 januari 2025               | Valencia            |
| 15 km                      | 43.13     | Khalid Choukoud | 1 september 2019              | Tilburg             |
| 20 km                      | 58.04     | Greg van Hest | 13 maart 1999                 | Alphen aan den Rijn |
| halve marathon             | 1:00.21   | Abdi Nageeye | 10 maart 2024                 | Den Haag            |
| 25 km                      | 1:14.15   | Gerard Nijboer | 3 juli 1982                   | Eersel              |
| 30 km                      | 1:30.20   | Kamiel Maase | 16 februari 2003              | Schoorl             |
| marathon                   | 2:04.20   | Abdi Nageeye | 27 april 2025                 | Londen              |
| 100 km                     | 6:18.47   | Piet Wiersma | 27 augustus 2022              | Berlijn             |
| 10.000 m snelwandelen baan | 41.35,7   | Harold van Beek | 2 juni 1995                   | Zaandam             |
| 20.000 m snelwandelen baan | 1:27.48,1 | Harold van Beek | 15 juli 1995                  | Bergen op Zoom      |
| 30.000 m snelwandelen baan | 2:18.25,7 | Harold van Beek | 31 juli 1993                  | Spijkenisse         |
| 50.000 m snelwandelen baan | 4:15.29,5 | Jan Cortenbach | 9 oktober 1985                | Leiden              |
| 2 uren snelwandelen        | 26.454 m  | Harold van Beek | 31 juli 1993                  | Spijkenisse         |
| 10 km snelwandelen weg     | 42.57     | Harold van Beek | 3 februari 1991               | Rotterdam           |
| 20 km snelwandelen weg     | 1:24.52   | Harold van Beek | 1 mei 1992                    | Vigneulles          |
| 30 km snelwandelen weg     | 2:17.57   | Harold van Beek | 17 juni 1995                  | Aarhus              |
| 50 km snelwandelen weg     | 3:58.21   | Harold van Beek | 5 april 1992                  | Békéscsaba          |
| Ekiden                     | 2:03.12   | Nederlandse ploeg Greg van Hest Simon Vroemen Gerard Kappert Henk Gommer René Godlieb                                   | 23 november 1994              | Chiba               |
| Ekiden (clubs)             | 2:06.30   | AV Schuurmans Vught Simon Vroemen Armand van der Smissen Jan van Rijthoven Tonnie Dirks Henk Gommer Greg van Hest       | 20 maart 1994                 | Vught               |
| Vrouwen                    |           | |                               |                     |
| 1 Eng. mijl (weg)          | 4.30,3    | Marissa Damink | 1 september 2024              | Düsseldorf          |
| 5000 m                     | 14.13,42  | Sifan Hassan | 23 juli 2023                  | Londen              |
| 10.000 m                   | 29.36,67  | Sifan Hassan | 10 oktober 2020               | Hengelo             |
| 20.000 m                   | 1:42.04,0 | Ria Buiten | 28 september 1996             | Nantes              |
| 30.000 m                   | 2:32.12,0 | Ria Buiten | 28 september 1996             | Nantes              |
| 1 uur                      | 18.930 m  | Sifan Hassan | 4 september 2020              | Brussel             |
| 5 km                       | 14.39     | Diane van Es | 9 februari 2025               | Monaco              |
| 10 km                      | 30.29     | Diane van Es | 12 februari 2023              | Schoorl             |
| 15 km                      | 46.59     | Lornah Kiplagat | 14 oktober 2007               | Udine               |
| 20 km                      | 1:02.57   | Lornah Kiplagat | 14 oktober 2007               | Udine               |
| halve marathon             | 1:05.15   | Sifan Hassan | 16 september 2018             | Kopenhagen          |
| 25 km                      | 1:27.10   | Carla Beurskens | 7 mei 1989                    | Berlijn             |
| 30 km                      | 1:46.24   | Irma Heeren | 16 februari 2003              | Schoorl             |
| marathon                   | 2:13.44   | Sifan Hassan | 8 oktober 2023                | Chicago             |
| 100 km                     | 7:34.04   | Hinke Schokker | 14 september 2019             | Winschoten          |
| 5.000 m snelwandelen baan  | 23.52,6   | Marica Zethof | 22 mei 1983                   | Sittard             |
| 10.000 m snelwandelen baan | 50.14,9   | Marica Zethof | 5 juni 1983                   | Zonhoven            |
| 20.000 m snelwandelen baan | 2:01.22,9 | Anne van Andel | 6 september 2014              | Rotterdam           |
| 10 km snelwandelen weg     | 49.46     | Marica Onos-Zethof | 10 april 1983                 | Rotterdam           |
| 20 km snelwandelen weg     | 1:50.52   | Anne van Andel | 11 maart 2018                 | Lugano              |
| 50 km snelwandelen weg     | 5:30.11   | Anne van Andel | 1 oktober 2017                | Tilburg             |
| Ekiden                     | 2:22.36   | Nederlandse ploeg: Wilma van Onna Carla Beurskens Anne van Schuppen Jolanda Homminga Joke Kleijweg Ine Valentin         | 25 februari 1990              | Yokohama            |
| Ekiden (clubs)             | 2:34.48   | De Bataven-Leiden Suze Groen in 't Woud Regina Hazeleger Marja Hogenboom Joke Kleijweg Monique Bruins Leny van der Plas | 20 maart 1994                 | Vught               |

* Moet nog worden goedgekeurd door de Atletiekunie.

### Meerkamp
| Onderdeel           | Record      | Persoon      | Datum             | Plaats |
| ------------------- | ----------- | ------------ | ----------------- | ------ |
| tienkamp (mannen)   | 8607 punten | Sven Roosen  | 2-3 augustus 2024 | Parijs |
| zevenkamp (vrouwen) | 6867 punten | Anouk Vetter | 17-18 juli 2022   | Eugene |

## Indoor

### Springen
| Onderdeel            | Record  | Persoon                      | Datum                        | Plaats           |
| -------------------- | ------- | ---------------------------- | ---------------------------- | ---------------- |
| Mannen               |         |                              |                              |                  |
| Hoogspringen         | 2,31 m  | Wilbert Pennings Douwe Amels | 9 februari 2002 5 maart 2023 | Siegen Istanboel |
| Polsstokhoogspringen | 5.96 m  | Menno Vloon                  | 27 februari 2021             | Clermont-Ferrand |
| Verspringen          | 8,23 m  | Emiel Mellaard               | 5 februari 1989              | Den Haag         |
| Hink-stap-springen   | 16,69 m | Fabian Florant               | 3 maart 2013                 | Göteborg         |
| Vrouwen              |         |                              |                              |                  |
| Hoogspringen         | 1,96 m  | Britt Weerman                | 3 februari 2023              | Weinheim         |
| Polsstokhoogspringen | 4,52 m  | Femke Pluim                  | 31 januari 2021              | Tourcoing        |
| Verspringen          | 6,70 m  | Pauline Hondema              | 14 februari 2025             | Berlijn          |
| Hink-stap-springen   | 13,21 m | Maureen Herremans            | 23 januari 2022              | Liévin           |

### Werpen
| Onderdeel   | Record  | Persoon          | Datum            | Plaats    |
| ----------- | ------- | ---------------- | ---------------- | --------- |
| Mannen      |         |                  |                  |           |
| Kogelstoten | 20,89 m | Rutger Smith     | 16 februari 2008 | Gent      |
| Vrouwen     |         |                  |                  |           |
| Kogelstoten | 20,69 m | Jessica Schilder | 9 maart 2025     | Apeldoorn |

### Horden
| Onderdeel   | Record | Persoon               | Datum           | Plaats    |
| ----------- | ------ | --------------------- | --------------- | --------- |
| Mannen      |        |                       |                 |           |
| 50 m horden | 6,63   | Marcel van der Westen | 25 januari 2003 | Zuidbroek |
| 60 m horden | 7,52   | Gregory Sedoc         | 7 februari 2009 | Stuttgart |
| Vrouwen     |        |                       |                 |           |
| 50 m horden | 6,91   | Marjan Olyslager      | 24 januari 1987 | Zwolle    |
| 60 m horden | 7,72   | Nadine Visser         | 7 maart 2025    | Apeldoorn |

### Sprint / middellange afstand
| Onderdeel                   | Record   | Persoon                                                                                 | Datum            | Plaats     |
| --------------------------- | -------- | --------------------------------------------------------------------------------------- | ---------------- | ---------- |
| Mannen                      |          |                                                                                         |                  |            |
| 50 m                        | 5,85     | Marc van de Krogt                                                                       | 16 januari 1988  | Zwolle     |
| 60 m                        | 6,55     | Elvis Afrifa                                                                            | 8 maart 2025     | Apeldoorn  |
| 200 m                       | 20,77    | Patrick van Balkom                                                                      | 9 maart 2001     | Lissabon   |
| 400 m                       | 45,48    | Liemarvin Bonevacia                                                                     | 27 februari 2022 | Apeldoorn  |
| 800 m                       | 1.44,88  | Samuel Chapple                                                                          | 9 maart 2025     | Apeldoorn  |
| 1000 m                      | 2.16,09  | Samuel Chapple                                                                          | 15 februari 2025 | Birmingham |
| 1500 m                      | 3.35,61  | Samuel Chapple                                                                          | 25 januari 2025  | Apeldoorn  |
| 1 Engelse mijl (1609m)      | 3.52,70  | Stefan Nillessen                                                                        | 13 februari 2025 | Liévin     |
| 3000 m                      | 7.29,49  | Niels Laros                                                                             | 13 februari 2025 | Liévin     |
| 4 × 200 m estafette         | 1.29,86  | Nederlandse ploeg: Martijn Ungerer Edwin van Calker Martin Luinge Christoph Kempen      | 11 maart 1995    | Düsseldorf |
| 4 × 200 m estafette (clubs) | 1.27,06  | Hellas Utrecht: Patrick van Balkom Patrick Snoek Eric Roeske Auke Klarenbeek            | 2 februari 1997  | Den Haag   |
| 4 × 400 m estafette         | 3.04,25  | Nederlandse ploeg: Liemarvin Bonevacia Terrence Agard Ramsey Angela Tony van Diepen     | 3 maart 2024     | Glasgow    |
| 4 × 400 m estafette (clubs) | 3.17,04  | Hellas Utrecht: Jeroen Prent Michael Visser Hans Veurink Eric Roeske                    | 3 februari 1991  | Den Haag   |
| 4 × 800 m estafette (clubs) | 7.39,89  | Hellas Utrecht: Jurre Laven René Mabelis Michiel Löschner Sander de Korte               | 19 januari 2002  | Zuidbroek  |
| Vrouwen                     |          |                                                                                         |                  |            |
| 50 m                        | 6,19     | Nelli Fiere-Cooman                                                                      | 31 januari 1987  | Ottawa     |
| 60 m                        | 7,00     | Nelli Fiere-Cooman                                                                      | 23 februari 1986 | Madrid     |
|                             | 7,00     | Dafne Schippers                                                                         | 13 februari 2016 | Berlijn    |
| 200 m                       | 22,64    | Femke Bol                                                                               | 3 februari 2024  | Metz       |
| 400 m                       | 49,17    | Femke Bol                                                                               | 2 maart 2024     | Glasgow    |
| 800 m                       | 2.00,01  | Ester Goossens                                                                          | 15 februari 2001 | Stockholm  |
| 1000 m                      | 2.37,85  | Maureen Koster                                                                          | 25 februari 2023 | Birmingham |
| 1500 m                      | 4.00,46  | Sifan Hassan                                                                            | 19 februari 2015 | Stockholm  |
| 1 Engelse mijl              | 4.26,39  | Amina Maatoug                                                                           | 21 februari 2025 | Boston     |
| 3000 m                      | 8.30,76  | Sifan Hassan                                                                            | 18 februari 2017 | Birmingham |
| 4 × 200 m estafette         | 1.40,77  | Rinske Daniels Henrieke Popken Gerja Everts Frenke Bolt                                 | 8 maart 1997     | Chemnitz   |
| 4 × 200 m estafette (clubs) | 1.40,03  | Holland Haarlem: Mami Awuah Asante Andra Laarhuis Esther van Ooijen Annemarie Kramer    | 2 februari 1997  | Den Haag   |
| 4 × 400 m estafette         | 3.24,34  | Nederlandse ploeg: Lieke Klaver Nina Franke Cathelijn Peeters Femke Bol                 | 9 maart 2025     | Apeldoorn  |
| 4 × 400 m estafette (clubs) | 3.54,93  | Rotterdam Atletiek: Elisabeth Paulina Sanne Verstegen Esmeralda Redan Maroussia Eduarda | 23 februari 2014 | Apeldoorn  |
| 4 × 800 m estafette (clubs) | 10.54,97 | PAC Rotterdam: Marlou Klaver Monique van der Meer Ingrid Diepenmaat Ellen Ruigrok       | 24 maart 1996    | Den Haag   |
| Gemengd                     |          |                                                                                         |                  |            |
| 4 × 400 m estafette         | 3.15,63  | Nick Smidt Eveline Saalberg Tony van Diepen Femke Bol                                   | 6 maart 2025     | Apeldoorn  |

### Lange afstand
| Onderdeel           | Record   | Persoon             | Datum            | Plaats   |
| ------------------- | -------- | ------------------- | ---------------- | -------- |
| Mannen              |          |                     |                  |          |
| 5000 m              | 13.08,60 | Mike Foppen         | 26 januari 2024  | Boston   |
| 5000 m snelwandelen | 20.17,42 | Harold van Beek     | 22 februari 1997 | Den Haag |
| Vrouwen             |          |                     |                  |          |
| 5000 m              | 16.40,96 | Brenda Sleeuwenhoek | 26 februari 1994 | Reno     |

### Meerkamp
| Onderdeel          | Record      | Persoon            | Datum          | Plaatsen |
| ------------------ | ----------- | ------------------ | -------------- | -------- |
| zevenkamp (mannen) | 6372 punten | Eelco Sintnicolaas | 2/3 maart 2013 | Göteborg |
| vijfkamp (vrouwen) | 4830 punten | Nadine Broersen    | 7 maart 2014   | Sopot    |